# 옐친 테헤다
옐친 이그나시오 테헤다 발베르데(스페인어: Yeltsin Ignacio Tejeda Valverde, 1992년 3월 17일 ~ )는 에레디아노와 코스타리카 축구 국가대표팀에서 뛰는 코스타리카의 축구 선수이다. 그의 이름은 러시아의 대통령 보리스 옐친에서 따왔다.

## 클럽 경력

### CD 사프리사
테헤다는 2011년에 CD 사프리사에서 축구 생활을 시작했고 산 카를로스를 상대로 득점을 해냈다. 2014 시즌부터 테헤다는 팀의 주장으로 임명되었다.

## 국가대표팀 경력
테헤다는 2014년 FIFA 월드컵에 참가하는 코스타리카 축구 국가대표팀의 최종 명단에 포함되었고, 대회에서 중요한 역할을 맡았다.